# Huixquilucan de Degollado
Huixquilucan de Degollado è un comune del Messico, situato nello stato di Messico.